# 歐米茄 (公司)
47°08′37″N 7°15′36″E / 47.14362°N 7.25998°E
歐米茄（英語：Omega SA，舊稱「亞米茄」），是瑞士奢华钟表品牌、制造商，总部位於瑞士比尔（Biel/Bienne）。1848年路易·勃兰特（Louis Brandt）建立歐米茄公司的前身“La Generale Watch Co.”，1903年公司名中加入“欧米伽（Omega）”，1982年正式更名为“歐米茄公司（Omega SA）”。 歐米茄以制造手表为主，同时也制造销售珠宝和专业计时器材，现隶属于史華曲集團（Swatch Group）。 1984年1月，欧米伽向公众开放了其位于瑞士比尔的钟表博物馆。
歐米茄的「專業版」（Professional）計時器是使用於月球上的第一隻錶。後來所有有人參與的美國國家航空暨太空總署太空任務都是使用這牌子的手錶。自1932年夏季奥林匹克運動會，歐米茄經常成為奥林匹克運動會官方計時器，這個慣例繼續在2006年冬季奥林匹克運動會和2008年夏季奥林匹克運動會延續。
歐米茄的「海馬系列300米防水瑞士天文台認證計時錶」（Seamaster 300m Diver Chronometer）成為了詹姆斯·邦德的指定手錶，自從它在007系列電影的《黃金眼》（GoldenEye）第一次出現，它就一直伴隨著邦德。盧·貝松（Luc Besson）的電影《碧海藍天》（The Big Blue）裡面也出現了歐米茄海馬系列深潛600米專業防水錶（Seamaster Professional 600）的特寫鏡頭，該錶也是歐米茄所產手表中非常適合收藏的一款。

## 歷史

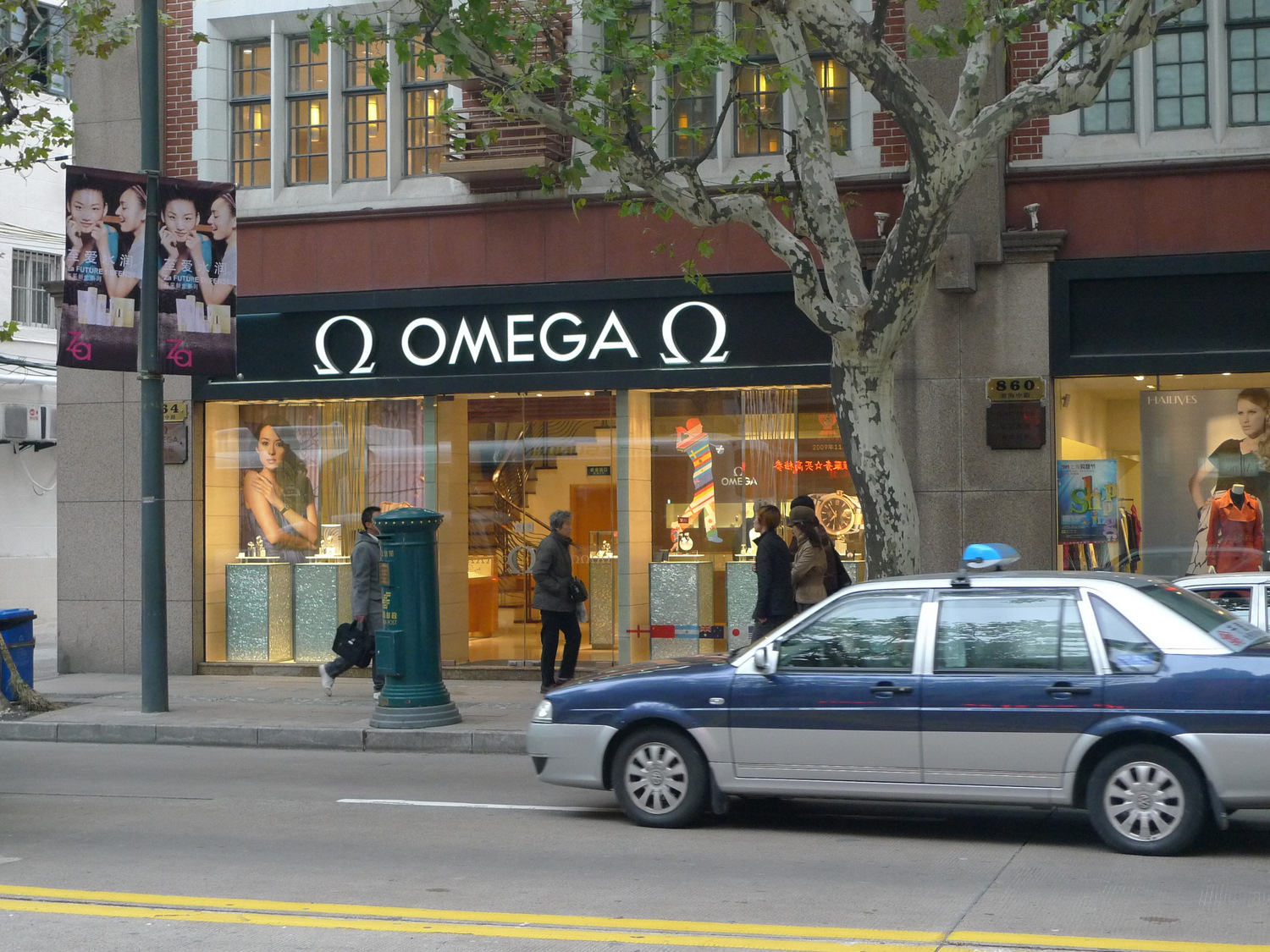
上海淮海路歐米茄錶店

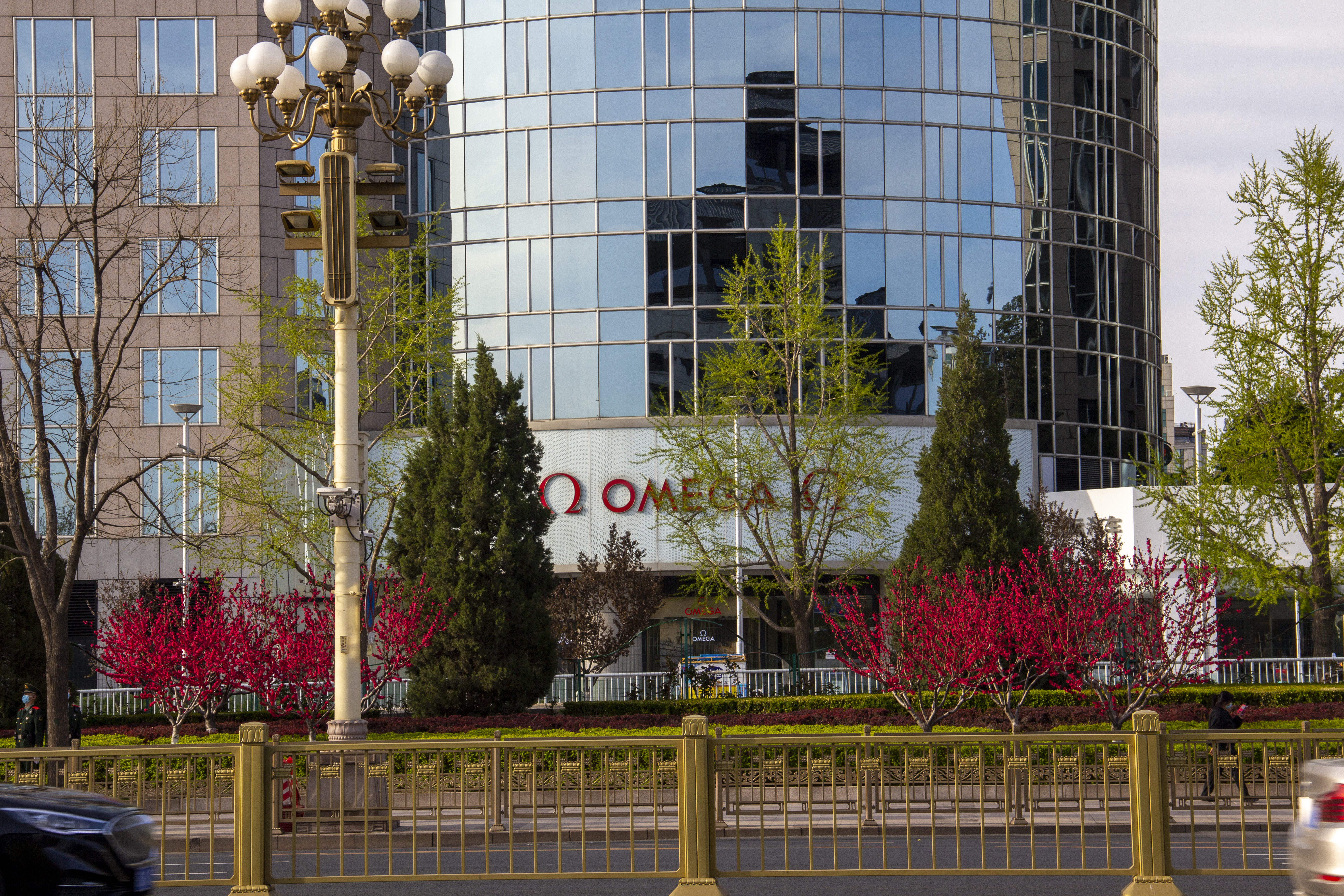
OMEGA在东长安街东方广场的店。

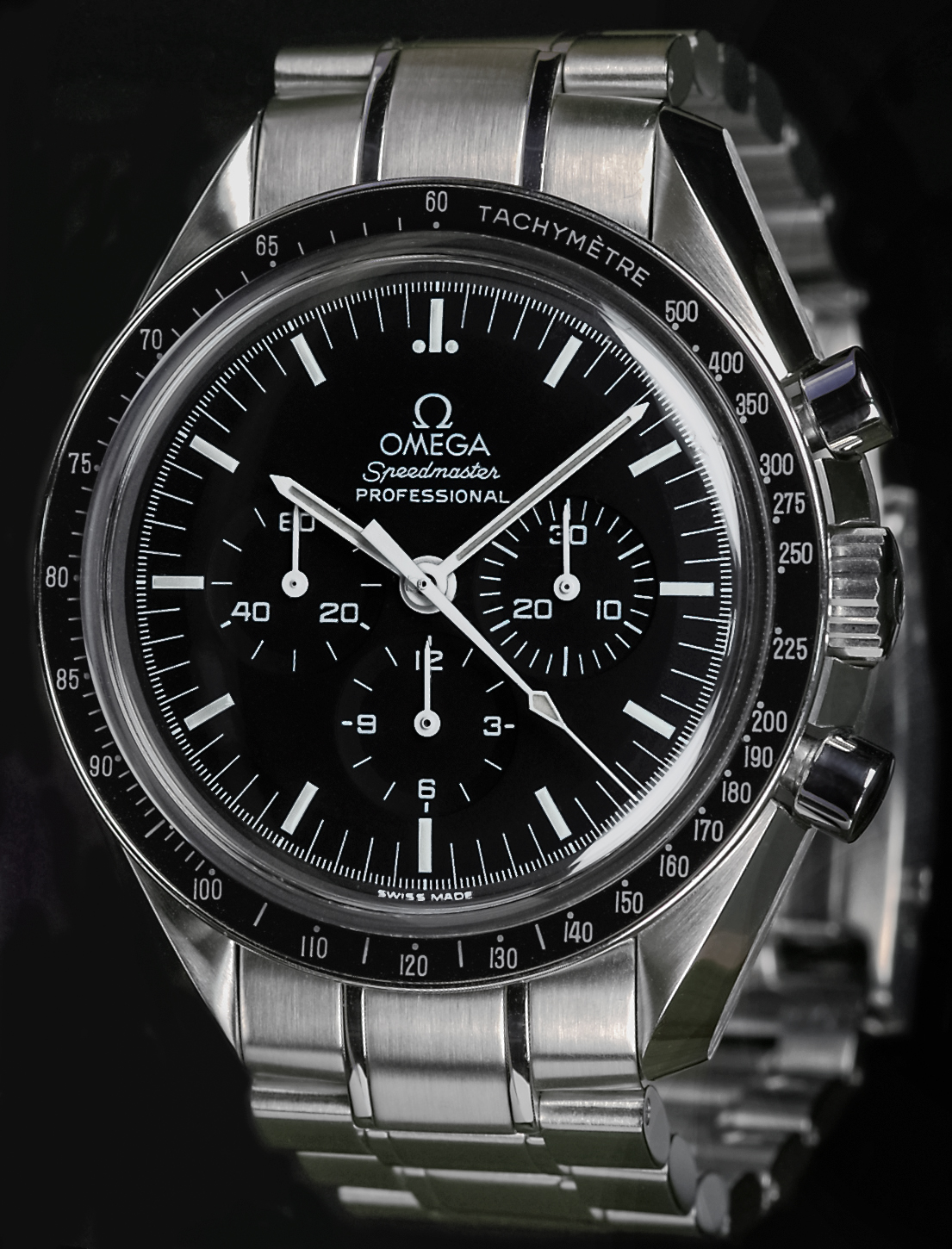
歐米茄“超霸”系列，富于傳奇色彩的“月球表”（Moonwatch），被美國國家航空航天局選作每一次阿波羅號任務用表。
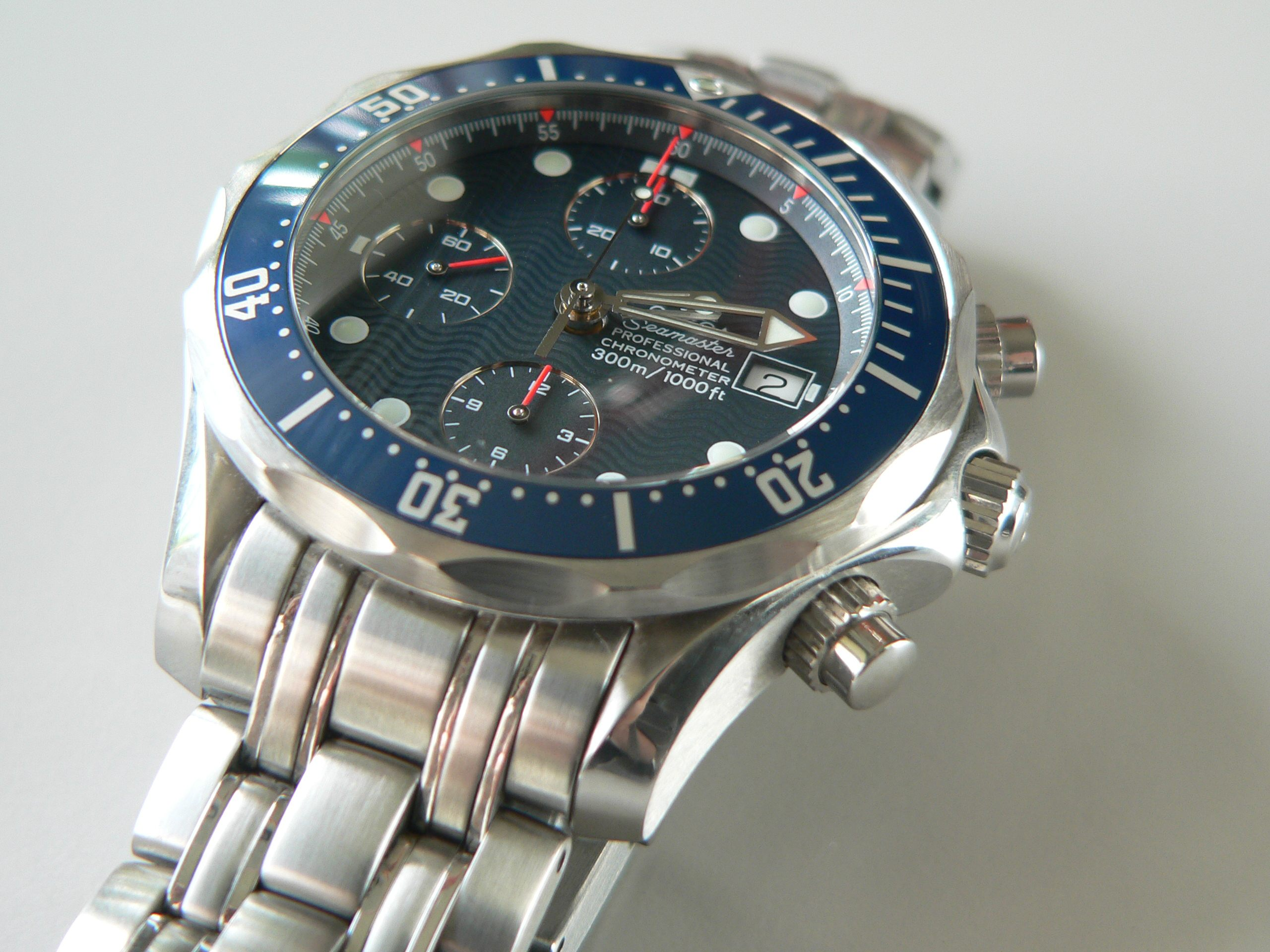
歐米茄“海馬系列”深潛防水表，其上第四個按鈕狀部件（在十點鐘位置）是一個氦氣釋放控制栓塞，在潛水到極深時，可以打開此栓塞，釋放氦氣。在近期的詹姆斯·邦德電影中，此表扮演了重要角色。電影中，上文提及的栓塞被轉換成了未必然存在的潛在小機關。

## 钟表制造

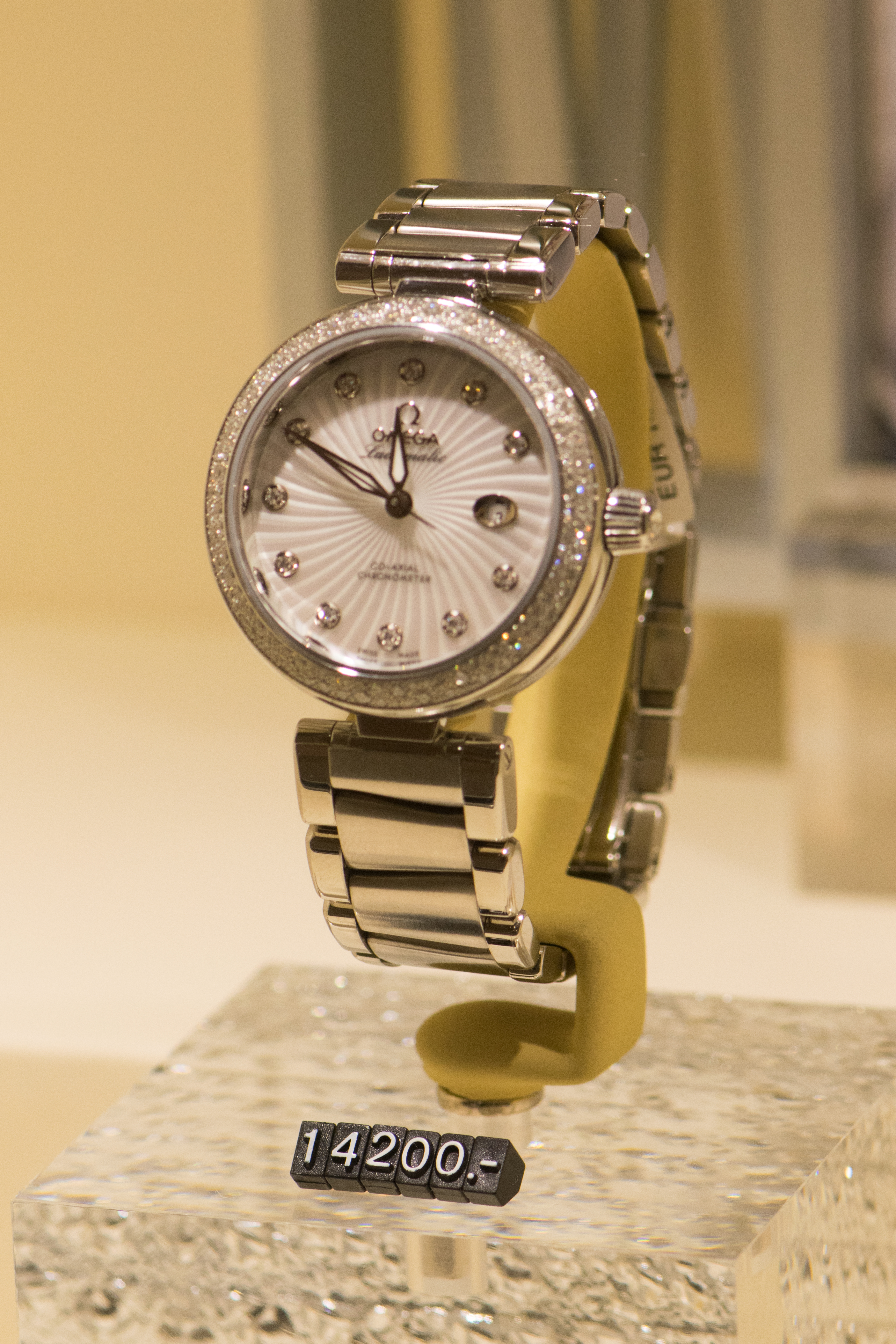
欧米伽镶钻手表

### 同軸擒縱
最新設計主要由同軸擒縱系統裝置、帶有3個寶石的擒縱叉和擺輪上的沖力寶石以及一個無卡度游絲擺輪。同軸擒縱系統可以減低寶石部件之間的摩擦力，令手錶在長時間運作之下仍然保持精密準確。
無卡度游絲擺輪
此調數系統的設計和使用需要精湛的專業技術支持和爐火純青的製錶經驗。
同軸擒縱系統的使用大大減低了因震動而令游絲變形的機會。因而可以持續增強和保持調節系統的穩定性。
同軸擒縱系統與無卡度游絲擺輪相輔相成。
這兩個部件的組合充分發揮歐米茄同軸機芯的高度精準品質，長期使用仍可保證穩定精確的性能。

### 环保评级
2018年12月，世界自然基金会（WWF）发布官方报告，包含对瑞士15个主要钟表及珠宝生产商的环保评级。 其中歐米茄连同其它7个生产商（包括百达翡丽、宝玑、劳力士）的评级为最低档（"Latecomers/Non-transparent"），意味着作为钟表生产商歐米茄仅采取了非常有限的措施以消除其生产活动对环境及气候变化所造成的影响。
主要的环保隐患有二：1）生产活动的不透明；2）对珍贵原材料的大量开采，主要包括金矿。而后者是造成众多环境问题的重要因素之一，比如水土污染、土壤退化、森林破坏等。 据估计，钟表及珠宝行业每年消耗超过2000吨的黄金，占全球黄金产量的50%以上，而大多数情况下，钟表制造公司不能或不愿意说明其原材料的来源以及原材料供应商是否采用环保的开采方式。

## 著名表款
欧米茄手表主要有如下5大系列:
- 星座系列（Constellation）
- 海马系列（Seamaster）
- 超霸系列（Speedmaster）
- 碟飞系列（De Ville）
- 特别系列（Specialities）

## 著名客户及佩戴者

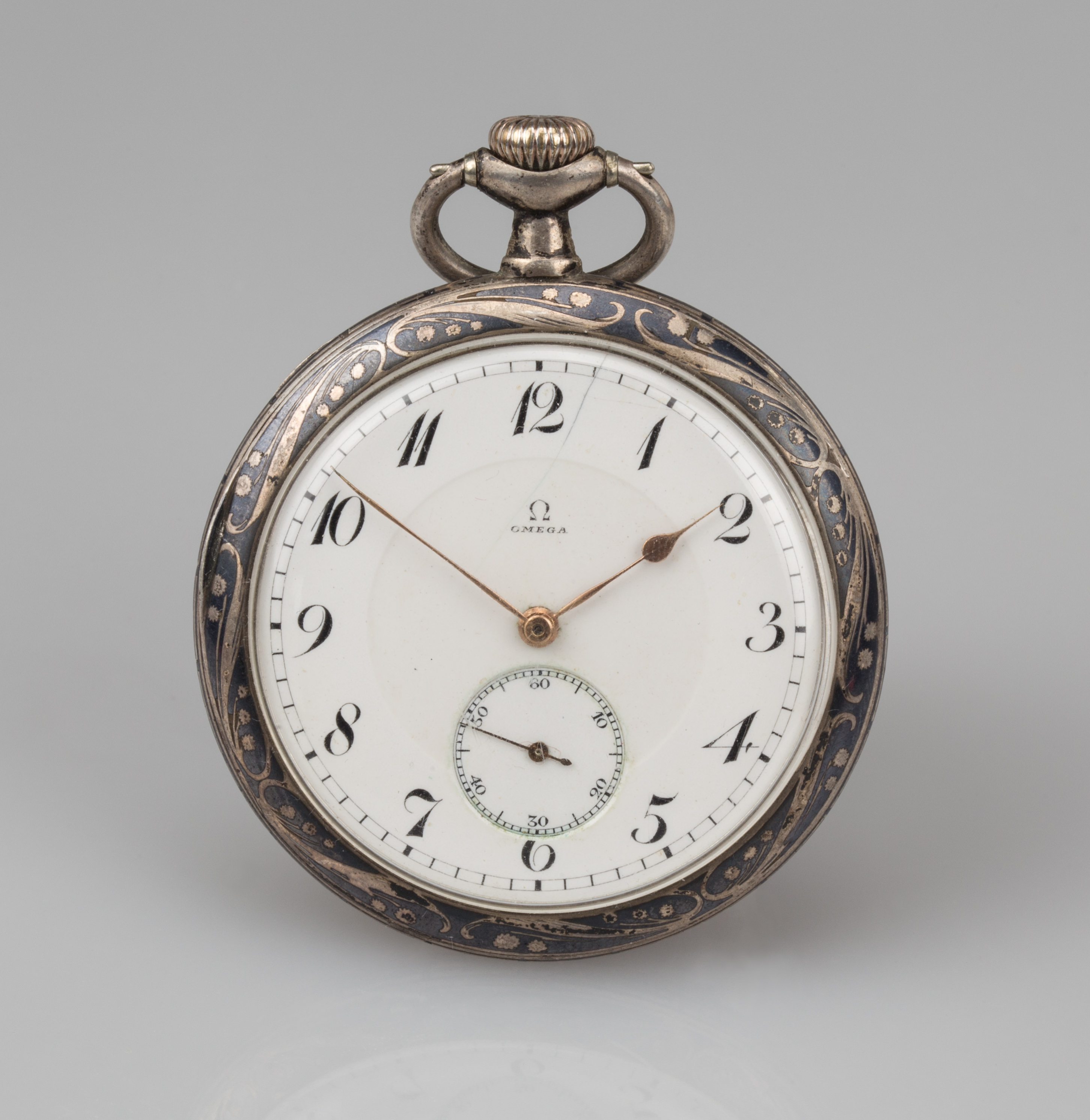
一枚欧米伽怀表（1900年）

### 名人大使
- 影視娛樂（北美）：妮可·基嫚、喬治·克隆尼、丹尼爾·克雷格、仙迪·歌羅馥、阿彼锡·巴克罕、艾迪·烈柏尼、亞歷桑德拉·安布羅休、艾迪·瑞德曼
- 影視娛樂（韓國）：玄彬、韓韶禧
- 影視娛樂（大中華）：任賢齊、章子怡、劉詩詩、周冬雨、马龙
- 職業運動：Julian Edelman（美式足球）

### 品牌挚友
- 影視娛樂（大中華）：周雨彤、范可新、李蔓瑄、单依纯、李蔓瑄、雎晓雯

### 明星
- 汤姆·汉克斯，美国著名影星[9]
- 埃尔维斯·普雷斯利（猫王），美国著名歌星、摇滚乐之王[10]

### 政治家
- 约翰·肯尼迪，第35任美国总统[11]
- 乔·拜登，第47任美国副总统[12]
- 米哈伊尔·戈尔巴乔夫，前苏联共产党中央委员会总书记、苏联总统[13]
- 毛泽东，中国共产党中央委员会主席、中华人民共和国主要缔造者（手表1945年由郭沫若赠送）[14][15]
- 习近平， 现任中国共产党中央委员会总书记、中华人民共和国主席、中央军事委员会主席。视察解放军79集团军，并登上直10武装直升机了解有关装备情况，在电视画面中，他的OMEGA星座系列1512.40.00手表再次曝光。

### 運動會
- 國際奧林匹克委員會：歐米茄於1932年夏季奧運會起為大部份奧運會及奧林匹克青年運動會提供各項比賽的計時服務。

## 外部連結
- 歐米茄錶公司中文官方網站 （页面存档备份，存于）
- 歐米茄錶公司官方網站 （页面存档备份，存于）（英文）
- 歐米茄超霸錶不同型號比較（英文）
- OMEGA Watches的Facebook專頁（英文）
- OMEGA Watches的X（前Twitter）（英文）
- omega的Instagram帳戶（英文）
- YouTube上的OMEGA頻道（英文）